# Empoasca cokorata
Empoasca cokorata är en insektsart som beskrevs av Sohi och Irena Dworakowska 1986. Empoasca cokorata ingår i släktet Empoasca och familjen dvärgstritar. Inga underarter finns listade i Catalogue of Life.